# Курманбек Бакиев
Курманбек Селиевич Бакиев (на киргизки: Курманбек Сали уулу Бакиев) е киргизстански политик. Той е президент (2005 – 2010) и министър-председател (2000 – 2005) на Киргизстан.

## Революция на лалетата
Лидер е на Народното движение на Киргизстан, преди да стане президент. Печели популярност в южните части на страната.
Вследствие на Революцията на лалетата през 2005 г. Бакиев печели балотаж на 10 юли за президент с 89% от гласовете с 53% избирателна активност. Избран е от Парламента за президент на 24 март 2005 г. През октомври 2007 г. инициира създаването на партията Ак Джол, но не може официално да я ръководи, защото е президент.
Големи опозиционни протести през април 2010 г. водят до свалянето на правителството, а Бакиев е принуден след месец да се оттегли и да напусне страната.

## Президентство
Въпреки първоначалните очаквания управлението на Бакиев е белязано от убийствата на няколко видни политици, бунтовници, проблеми в икономиката и битки за контрол над доходоносните бизнеси. През 2006 г. започва политическа криза, след като хиляди хора участват в поредица от протести в Бишкек. Той е обвинен, че не спазва обещанията си, да даде повече правомощия на парламента и на министър-председателя и да унищожи корупцията и престъпността.
Бакиев твърди, че опозицията възнамерява да направи преврат срещу него. През април 2007 г. тя организира протести с искане на оставката му. Бакиев подписва изменение на конституцията, което ограничава неговите правомощия на 10 април, но протестите започват на 11 април в Бишкек, като протестиращите твърдят, че ще протестират, докато Бакиев не подаде оставка. На 19 април има сблъсък между протестиращите и полицията. След това протестите спират.
С годините взаимоотношенията между Китай и Киргизстан нарастват. Броят на китайските студенти в Киргизстан също нараства. Има план за скоростна отсечка, която да свързва тези страни. През февруари 2009 г. Бакиев обявява закриване на американските военновъздушни бази в Киргизстан, точно след срещата с руския президент Дмитрий Медведев в Москва, на която Русия обявява 2 милиарда инвестиции в Киргизстан.
Бакиев е презибран за президент на изборите през 2009 г.
През януари 2010 Киргизстан праща в Китай делегация, водена от сина на Бакиев, да обсъди подобряване на икономическите отношения. Националните електрически компании на Киргизстан и Китай подписват договор за 342 млн. долара за построяване на 500-киловатова ел. линия Датка-Кемин, което би намалило зависимостта на страната от Централноазиатската енергийна система.
През февруари 2010 г. Киргизстан повишава енергийните тарифи. Цената на отоплението се дига с 400%, а на електричеството със 170%.
Русия подкрепя неговото управление до март 2010 г. Евроазиатският Daily Monitor съобщава на 1 април, че 2 седмици Кремъл използва руските медии за негативна кампания срещу Бакиев. Русия контролира повечето от медиите в Киргизстан. Внезапната кампания съвпада с неуспеха на Бакиев да изпълни исканията на Русия за военните бази. На 1 април Русия спира енергийния износ към Киргизстан. Това повлиява цените на транспорта и горивата и довежда до масови протести в Талас на 6 април 2010 г.

## Преврат, 2010 г.
През април 2010 г. след кървавите протести в столицата правителството е свалено. Бакиев бяга в южния град Ош. Ръководителката на новото правителство Роза Отунбаева обявява, че Бакиев не е подал оставка и се опитва да събере поддръжници. На 13 април 2010 г. Бакиев казва, че е в готовност да подаде оставка, ако сигурността му е гарантирана. На 15 април 2010 г. в 19 ч. Бакиев напуска Киргизстан в посока към Казахстан, подписвайки оставката си.
Отунбаева заявява, че възнамерява да изправи Бакиев на съд. На 20 април беларуският президент Александър Лукашенко заявява в парламента, че Бакиев и неговото семейство, което наброява 4 души, са в Минск от понеделник вечерта като гости: „Днес те са тук под покровителството на държавата и персонално на президента.“
На 21 април Курманбек Бакиев свиква пресконференция в Минск и заявява: „Аз, Курманбек Бакиев, съм законно избраният президент на Киргизстан и съм признат от международната общност. Аз отхвърлям моята оставка. Преди 9 месеца хората на Киргизстан ме избраха за президент и няма сила, която да ме спре. Само смъртта може да ме спре.“ Той нарича администрацията на Отунбаева нелегална банда.

## Парламентарни избори, 2010 г.
Ата-Журт прави кампания за връщането на Бакиев на власт. Печели 28 от 120 места в парламента на изборите пред 2010 г., представяйки се най-добре от всичките си опоненти.

## Семейство
Докато Бакиев е президент, няколко членове на семейството му (поне 5 близки роднини) получават позиции в горните етажи на властта. Измежду братята му Януш е шеф на охраната на президента, Марак е посланик в Германия, а Адул е дипломат (с ранг съветник) в посолството в Китай.
След преврата синът му Максим е обвинен в злоупотреби с властта от новото правителство. Подозира се, че е прехвърлил 35 милиона долара от 300-те милиона заем от Русия в негова собствена банкова сметка. След преврата Бакиев заминава за САЩ за няколко срещи във Вашингтон. На 14 юни 2010 г. Максим е арестуван във Великобритания, когато кацнал на летище Фарнбуро в Хемпшер с неговия собствен самолет. Новото правителство на Киргистан настоява за неговата екстрадиция.